# 272年
| 千纪： | 1千纪                                                                                           |
| 世纪： | 2世纪 \| 3世纪 \| 4世纪                                                                         |
| 年代： | 240年代 \| 250年代 \| 260年代 \| 270年代 \| 280年代 \| 290年代 \| 300年代                       |
| 年份： | 267年 \| 268年 \| 269年 \| 270年 \| 271年 \| 272年 \| 273年 \| 274年 \| 275年 \| 276年 \| 277年 |
| 纪年： | 壬辰年（龙年）；东吴凤凰元年；西晋泰始八年                                                      |

## 大事记
- 中国
  - 西晉張弘因畏懼胡衆殺害皇甫晏發動叛亂，被王濬所平定。
  - 八月西陵之战，孙吴大将陸抗成功討伐了因擔心被孫皓加害而叛投西晉的西陵督步闡，不僅成功收復了戰略要地西陵（今湖北省宜昌市），將步闡等人夷三族，並且擊退了由名將羊祜率領的五萬大軍，圍殲晉將楊肇的三萬援軍。
  - 孫皓試圖用毒酒毒死萬彧和留平，二人卻都倖免未死，但不久後，萬彧自殺，留平愁悶而死，至此東吳有名望的舊臣死亡殆盡。
- 羅馬帝國
  - 奧勒良從巴爾米拉手裡收復了小亞細亞和敘利亞，隨後攻進了巴爾米拉城。

## 各国领袖

### 亞洲
- 中國
  - 西晋皇帝：晋武帝司马炎（265年－290年）
  - 孙吴皇帝：吴末帝（乌程侯）孙皓（264年－280年）
- 拓跋部 - 拓跋力微，鲜卑大人（219年－277年）
- 铁弗 - 誥升爰，鲜卑大人（272年－309年）
- 朝鲜半岛（朝鲜三国时代）
  - 百济 - 古尔王，百济王 （234年－286年）
  - 伽耶 - 麻品王，伽耶君主（259年－291年）
  - 高句丽 - 西川王，高句丽王（270年－292年）
  - 新罗 - 味邹尼師今，新罗王（262年－284年）
- 亚美尼亚- 梯里达底三世，亚美尼亚王（252年－287年）
- 伊比利亚 - Aspacures一世，伊比利亚国王（265年－284年）
- 贵霜帝国 - Kanishka三世，贵霜君主（265年－275年）
- 巴克特里亞与健馱邏國- Hormizd一世（265年－295年）
- 波斯萨珊王朝 - 
  1. 沙普尔一世，波斯国王（241年－272年）
  2. 荷姆茲一世，波斯国王（272年－273年）
- 印度笈多王朝 - 室利笈多（英语：Gupta (king)），笈多国王（240年－280年）
- 泰米尔哲罗王朝 - Perumkadungo（257年－287年）
- 西薩特拉普王朝- Rudrasen二世（256年－278年）

### 欧洲
- 罗马帝国 - 奥勒良，罗马皇帝（270年－275年）
- 帕米拉王國 - 
  - Vaballathus（267年－272年）
  - 芝诺比娅（摄政，267年－272年）
- 高卢帝国 - 
  1. 泰特里库斯一世，（271年－273年）
  2. 泰特里库斯二世，（271年－273年）

### 非洲
- 库施王朝 - Malegorobar，（266年－283年）
- 阿克苏姆王国王朝 - Endubis，（c.270－c.300年）

## 出生
- 君士坦丁大帝，罗马帝国皇帝（337年去世，65岁）
- 卫铄，晋朝书法家（349年去世，53岁）

## 逝世
- 步闡，三國時代東吳丞相步騭次子，因據守西陵投降西晉而被誅滅三族。
- 步璣，三國時代東吳丞相步騭長孫，步協之子，因叔父步闡據守西陵投降西晉而被誅滅三族。
- 萬彧，三國時代吳末帝孫皓寵臣，官至右丞相。
- 留平，三國時代東吳軍事將領。
- 司馬孚，字叔達，晉宣帝司馬懿的三弟。
- 皇甫晏，西晉益州刺史。
- 張弘，西晉益州牙門將，因謀反被誅滅三族。